# St. Albanus (Gaberndorf)

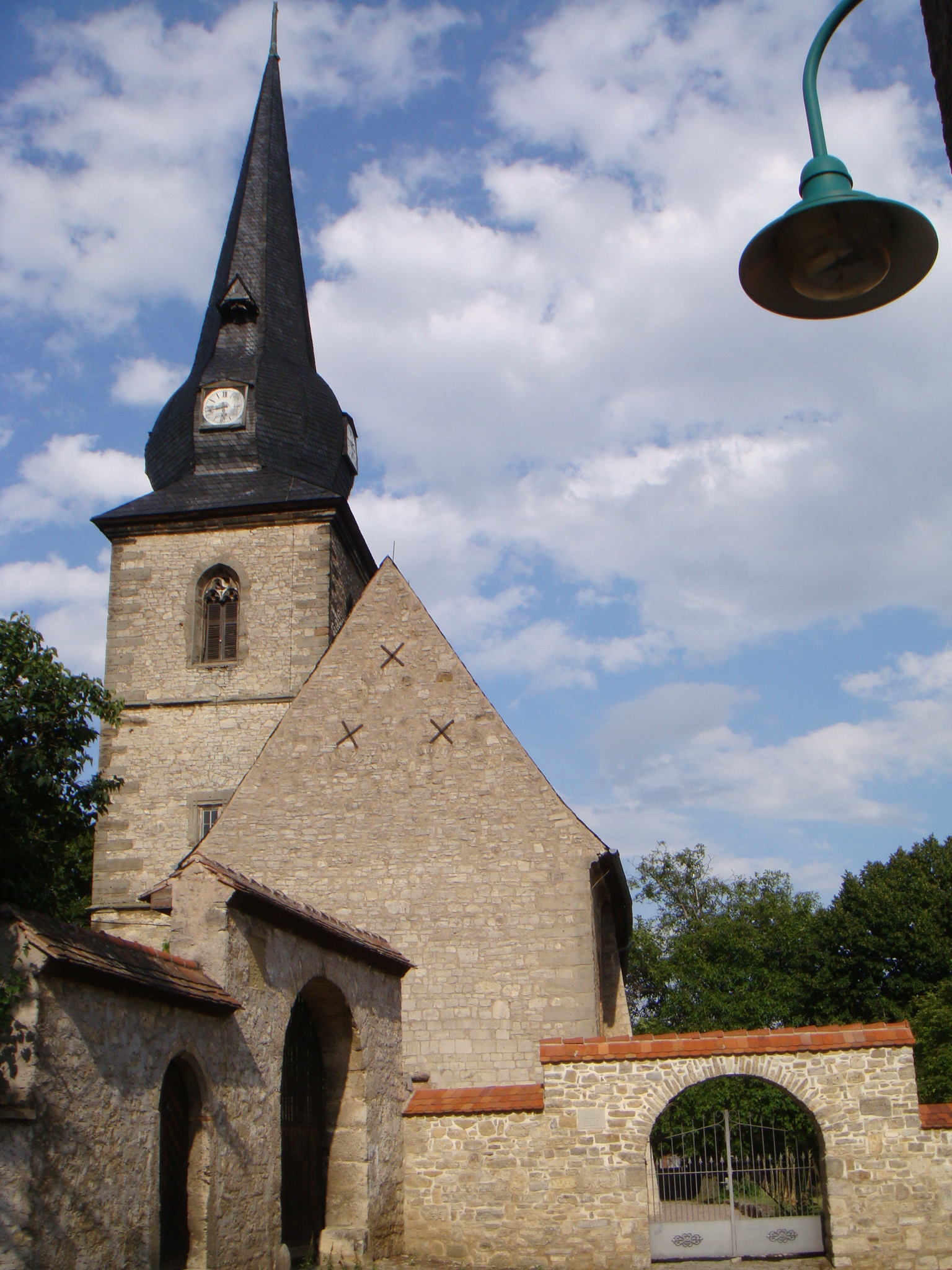
St. Albanus

Die evangelische Dorfkirche St. Albanus steht im Stadtteil Gaberndorf der Stadt Weimar in Thüringen. Sie gehört zur Kirchengemeinde Weimar im Kirchenkreis Weimar der Evangelischen Kirche in Mitteldeutschland.

## Geschichte
Die Kirche inmitten des Friedhofs wurde 1368 errichtet; einige Bauteile sind etwas älter, wie das rippenlose Kreuzgewölbe im Erdgeschoss und einige Fenster.
Auf dem Turm befindet sich der aus dem 18. Jahrhundert stammende Helm auf einer achteckigen Schweifkuppel.
Innen sind die historische Holztonnendecke und der Altar mit Kanzel erhalten. Die dritte Empore und die Orgel wurden 1960 im Zuge von Reparaturen entfernt und gingen verloren.
Der Eingang an der Südseite und die flache Decke sowie Sitzbänke werden zurzeit (2013) eingebaut.
Der heutige Altar ist eine Gedenktafel mit einem Gemälde aus der Zeit um 1560. Dargestellt wird die Kreuzigung und Auferstehung Christi.
1986–1987 wurde der Kirchenraum von einem Weimarer Bauplastiker und Restaurator restauriert und mit biblischen Bildern neugestaltet.